# Roadsinger
Roadsinger (To Warm You Through the Night) es un álbum de estudio del cantautor británico Yusuf (conocido anteriormente como Cat Stevens). El álbum debutó en la posición n.º 41 de la lista Billboard 200 y en el n.º 10 en las listas de éxitos británicas.

## Lista de canciones
Todas escritas por Yusuf Islam.
1. "Welcome Home" – 4:23
2. "Thinking 'Bout You" – 2:31
3. "Everytime I Dream" – 3:09
4. "The Rain" – 3:26
5. "World O' Darkness" – 2:23
6. "Be What You Must" – 3:25
7. "This Glass World" – 2:02
8. "Roadsinger" – 4:09
9. "All Kinds of Roses" – 2:38
10. "Dream On (Until...)" – 1:56
11. "Shamsia" – 1:29

## Listas de éxitos
| Lista (2009)                      | Posición |
| --------------------------------- | -------- |
| Australia (ARIA)                  | 35       |
| Austria (Ö3 Austria)              | 10       |
| Bélgica (Ultratop flamenca)       | 86       |
| Países Bajos (Album Top 100)      | 71       |
| Francia (SNEP)                    | 88       |
| Italia (FIMI)                     | 31       |
| Nueva Zelanda (Recorded Music NZ) | 22       |
| Suecia (Sverigetopplistan)        | 41       |
| Suiza (Schweizer Hitparade)       | 43       |
| Reino Unido (UK Albums Chart)     | 10       |